# ピアッジオ・チャオ

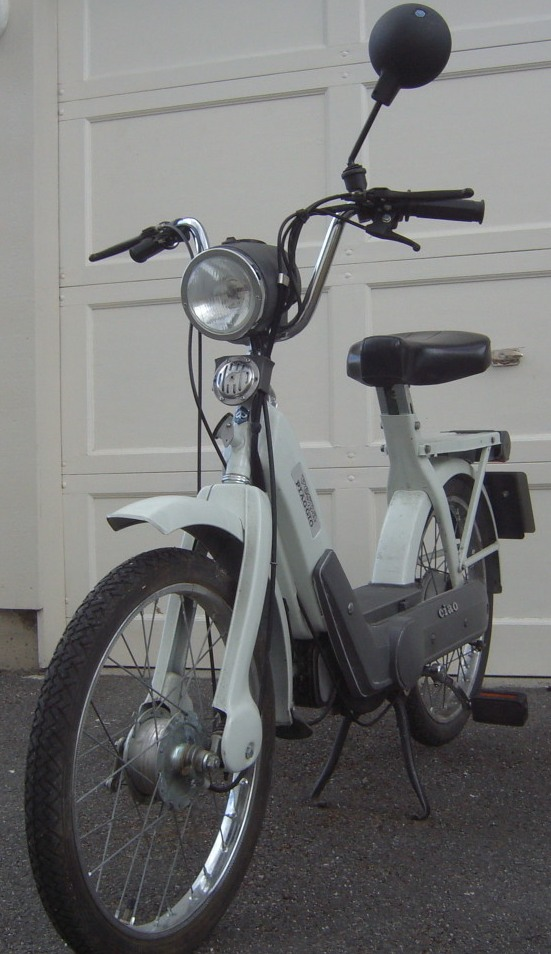
ピアジオ・チャオ

チャオ（ciao）は、1967年にイタリアのピアッジオ社が発売したペダル付きバイク（モペッド）。

## 概要
2サイクル混合オイルを使用し、混合比は50：1（ガソリンに対して2パーセント）。バッテリーレスであり、エンジンをかけるときはペダルを漕いでかける。
日本ではペダル付き原動機付自転車として扱われ、成川商会が輸入代理店を務めた。
- 点火方式：フライホイールマグネット6/12V/40W
- 燃料消費：70km/L（CUNA）（ciao-P）
- タンク容量：ガソリン 2.8Ｌ
- 変速方式：オートマチック、レシオ1/3.58
- タイヤサイズ：2.00Ｘ17”
- 全長/全幅/全高：1,600mm/660mm/1,025mm
- ホイールベース：1,000mm
- 重量：40kg

## モデル一覧
ciao
型式名:：C4T7E
ciao-P
型式名:：ZAPC24
エンジン：49.3ccボア- 38.2mm､ストローク43mm
ciao-PX